# Underlåtenhet att avslöja brott
Underlåtenhet att avslöja brott är en juridisk term. I Sverige är det i vissa fall straffbart när det gäller vissa grova brott.
- En förutsättning är att avslöjandet kan ske utan fara för angivaren själv.
- En andra förutsättning är att för brottet måste särskilt anges att underlåtelse är straffbar.
- Det gäller pågående eller förestående brott, alltså inte redan avslutade brott

Med uttrycket särskilt anges avses att de brott för vilka man kan dömas för underlåtenhet att avslöja brott måste anges särskilt i det kapitel i brottsbalken där brottet definierats.
Ett exempel på detta är bestämmelsen i 13 kap 12 § brottsbalken enligt vilken man kan dömas för underlåtenhet vid brotten "mordbrand, grov mordbrand, allmänfarlig ödeläggelse, sabotage, grovt sabotage, kapning, sjö- eller luftfartssabotage, flygplatssabotage eller spridande av gift eller smitta eller till förgöring".
Ingen kan dömas till svårare straff än fängelse i två år.
Den som ej insett men borde ha insett att brottet var å färde kan dömas under samma förutsättningar i övrigt.